# Paul Nizan
(Paul Nizan, incipit di Aden Arabia)
Paul-Yves Nizan (Tours, 7 febbraio 1905 – Audruicq, 23 maggio 1940) è stato uno scrittore, saggista, filosofo, giornalista e traduttore francese.

## Biografia
Figlio di un ingegnere ferroviario e di una signora benestante, l'appartenenza alla piccola borghesia provocò nel giovane Nizan una malcelata inquietudine per tutta la sua vita, come risulta dal ritratto che l'autore compie di suo padre nel romanzo Antoine Bloyé (definendolo un individuo che "vive [...] in un mondo di fantasmi: i fantasmi del dovere, dell'amore, del lavoro, dell'ambizione, del successo").
Compie gli studi secondari al liceo di Périgueux, dove si distingue come studente modello, mentre dal 1917 studia al liceo Henri IV di Parigi e infine al liceo Louis-le-Grand, dove stringe una duratura amicizia con Jean-Paul Sartre. Nel 1924 si iscrive alla facoltà di filosofia dell'École Normale Supérieure, dove incontra Raymond Aron. Sartre ricorderà in seguito Nizan come un dandy "di bell'aspetto, sempre elegante e piacente alle donne".
Sul fronte politico, Nizan dapprima si iscrive alla sezione giovanile dell'Action française monarchica, ma nel 1925 entra a far parte del Faisceau di Georges Valois, primo partito fascista francese d'impronta sindacalista-rivoluzionaria (deducendo dal passato socialista di Mussolini un possibile filo rosso tra fascismo e socialismo). Nello stesso periodo inizia a leggere Lenin e si avvicina alle tesi comuniste. In seguito allo scioglimento del Faisceau, deciso da Valois dopo essersi ricreduto sulle virtù sociali del fascismo, Nizan si reca in viaggio in Italia, interessandosi alla resistenza dei comunisti italiani contro il regime mussoliniano.
Nel 1926, politicamente indeciso e affetto da depressione, Nizan decide di interrompere gli studi all'École Normale e si trasferisce ad Aden (allora provincia dell'India britannica) per lavorare come precettore privato del figlio dell'uomo d'affari Antonin Besse. La fuga esotica lo ispira nella stesura del suo romanzo più famoso, Aden Arabia. Nel 1927 fa ritorno dall'Arabia meridionale e sposa Henriette Halphen (1907-1993), cugina di Claude Lévi-Strauss. Dalla loro unione nascono Anne-Marie (1928-1985) e Patrick (1930). Riesce infine a laurearsi, scrivendo una tesi sul "significato", e più tardi traduce assieme all'amico Sartre la Psicopatologia generale di Karl Jaspers. 

### L'intellettuale impegnato
L'aver osservato lo sfruttamento dei lavoratori in Yemen spinge Nizan a iscriversi al Partito Comunista Francese. Nel 1930 svolge il servizio militare di leva, concluso il quale viene nominato professore di filosofia al liceo Lalande di Bourg-en-Bresse.
Nel 1931 pubblica il suo primo libro, Aden Arabia, che lo rende famoso nel campo filosofico e letterario mondiale. Nel 1932 si presenta come candidato del Partito Comunista alle elezioni legislative del 1932 nella circoscrizione della Bresse rurale, ricevendo il 2,7% di suffragi. Lo stesso anno pubblica I cani da guardia, una riflessione sul ruolo temporale della filosofia e un pamphlet contro i suoi ex maestri, in particolare Henri Bergson e Léon Brunschvicg. Nel 1933 pubblica Antoine Bloyé, in cui si trova la prima riflessione sul tema del tradimento di classe, ossia come un uomo sfugge al proprio status sociale e arriva a tradire le proprie radici. L'opera è considerata dalla critica come il primo romanzo francese del realismo socialista.

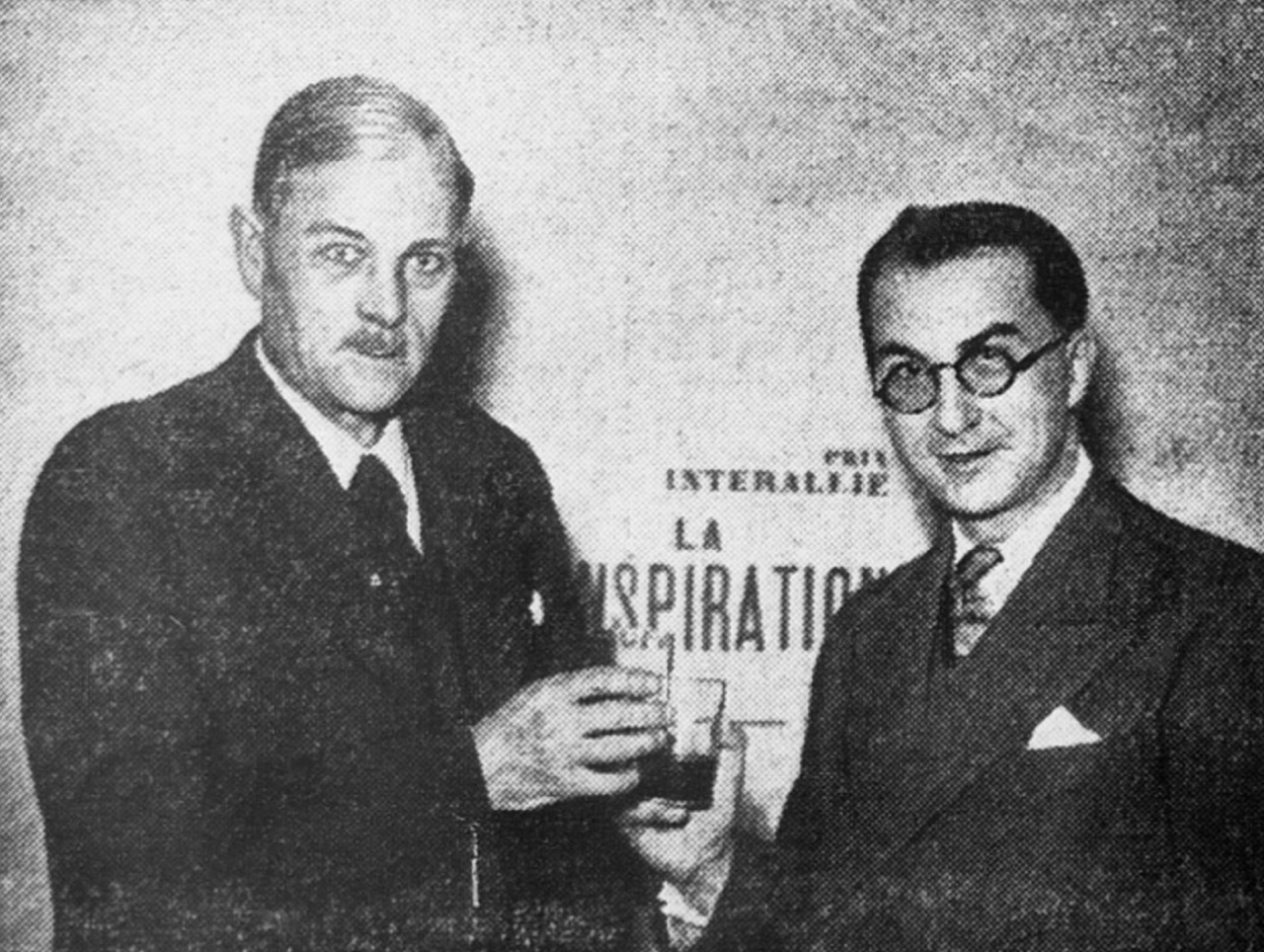
Paul Nizan (destra) con Félix de Chazournes nel 1938

Sempre nel 1933, Nizan traduce dall'inglese al francese Una tragedia americana di Theodore Dreiser e I Sovieti nella politica mondiale di Louis Fischer: il primo libro analizza la situazione degli Stati Uniti durante la Grande crisi, e invita l'Unione Sovietica a prenderne esempio; il secondo espone le relazioni internazionali dell'URSS dalla pace di Brest-Litovsk alla vittoria di Stalin su Trockij.
Tra il 1934 e il 1935, Paul e sua moglie soggiornano nell'Unione Sovietica, frequentando per lo più apparatčiki. Qui Nizan partecipa al Primo Congresso degli scrittori sovietici, cui invita anche gli amici André Malraux e Louis Aragon. Successivamente pubblica Il cavallo di Troia e vari contributi per riviste e giornali di stretta osservanza comunista. Nonostante dall'Occidente si comincino a levare voci polemiche sulla mancanza di libertà di espressione e sulla natura poliziesca del regime stalinista, Nizan tesse le lodi del "socialismo umano" russo e caldeggia l'uscita del regime sovietico dall'isolamento internazionale.
Tornato in Francia, tra il 1935 e il 1937 scrive su L'Humanité articoli di politica estera e di critica letteraria, nonché contributi sulle pubblicazioni comuniste Ce soir (1937) e Cahiers du bolchévisme (1938). Nel 1939 Nizan non lesina però durissime critiche al regime sovietico, opponendosi fermamente alla firma del patto Molotov-Ribbentrop, che considera un ingiustificabile compromesso tra nazisti e comunisti: per queste idee, e per ulteriori attriti personali, lo scrittore rompe con il PCF e l'Internazionale Comunista. Dopo la sua presa di posizione contro i comunisti francesi, viene bersagliato violentemente dal partito e, nel marzo 1940, Maurice Thorez (segretario generale del PCF) firma sul quotidiano comunista Die Welt un articolo dal titolo "I traditori alla gogna", descrivendo Nizan alla stregua di "un agente di polizia".

### La morte e la riabilitazione postuma
Mobilitato, Nizan muore in battaglia il 23 maggio 1940, all'età di 35 anni, durante l'offensiva tedesca contro Dunkerque. È sepolto nel cimitero di Neuville-Saint-Vaast. Il suo ultimo manoscritto, intitolato La soirée à Somosierra, non è mai stato ritrovato. Gli attacchi contro Nizan continuano però anche dopo la sua morte: il suo ex sodale Louis Aragon promuove attivamente l'emarginazione di Nizan dal pantheon degli scrittori socialisti, descrivendolo come un traditore (nelle vesti del poliziotto Orfilat) nel libro I Comunisti del 1949.
A vent'anni dalla morte, nel 1960 Jean-Paul Sartre scrive la prefazione alla riedizione di Aden Arabia, in cui sostiene la riabilitazione ufficiale di Nizan e critica l'atteggiamento diffamatorio tenuto dal PCF. Nel 1966, per la riedizione de I Comunisti, Aragon elimina il personaggio allegorico di Orfilat, mentre verso la fine degli anni '70 anche il PCF ritira le accuse rivolte allo scrittore nei tre decenni precedenti.
Dal 2007 gli è dedicato un piccolo giardino nel XIII arrondissement di Parigi, nei pressi dell'Avenue d'Italie.

## Opere principali
- Aden Arabie, Rieder, Paris, 1931
  -  Aden Arabia, prefazione di Jean-Paul Sartre, Collezione Quaderni della Medusa, Milano, Mondadori, 1961,  p. 196.
- Les Chiens de garde, Rieder, Paris, 1932 (I cani da guardia)
- Antoine Bloyé, Grasset, Paris, 1933
- Le Cheval de Troie, Gallimard, Paris, 1935 (Il cavallo di Troia)
- Les materialistes de l'Antiquité. Démocrite, Epicure, Lucrèce, 1936
  - I materialisti dell'antichità. Democrito, Epicuro, Lucrezio, Napoli, Edizioni immanenza, 2017 a cura di Leda Luigia Rovati, traduzione di Marco Ricci ISBN 9788898926862 pp. 176.

- La Conspiration, Gallimard, Paris, 1938 
  -  La cospirazione, traduzione di Daria Menicanti, Collezione La Medusa n.452, Milano, Mondadori, 1961,  p. 270.
  -  La cospirazione, introduzione di Piergiorgio Bellocchio, postfazione di Giovanni De Luna, Milano, Baldini & Castoldi, 1997,  p. 288.
- Chronique de septembre, Gallimard, Paris, 1939
  -  Cronaca di settembre, traduzione di Maria Jatosti Memmo, conversazione di Augusto Pancaldi e Henriette Nizan, prefazione di Oliver Todd, Collana Universale n.47, Roma, Editori Riuniti, 1981,  p. 231.